# Маямі Ф'южн
Маямі Ф'южн (англ. Miami Fusion) — професіональний футбольний клуб з Форт-Лодердейла (Флорида), що з 1998 по 2001 рік грав у Major League Soccer – вищому футбольному дивізіоні США і Канади. 
У першому ж своєму сезоні Маямі Ф'южн виграв Supporters' Shield – нагороду для переможця регулярного чемпіонату МЛС. У наступні три роки ще двічі команда виходила у плей-оф Кубка МЛС. Проте після завершення сезону 2001 року МЛС ухвалила рішення скоротити кількість команд через погане фінансове становище самої ліги. Для скорочення були обрані обидві команди з Флориди — Тампа-Бей М'ютені і Маямі Ф'южн.
Домашні матчі команда проводила на Локхарт Стедіум у Форт-Лодердейлі.
У квітні 2015 року засновано новий клуб під назвою Маямі Ф'южн. Він грає у National Premier Soccer League — дивізіоні четвертого рівня у США.

## Здобутки
- Supporters' Shield
  - Переможець (1): 2001
- Відкритий кубок США
  - Фіналіст (1): 2000
- Конференції
  - Переможець Східної конференції у Регулярному сезоні (1): 2001